# Zilveren erekoord
Zilveren erekoord is een Nederlands militair waarderingsonderscheidingsteken.
Het Zilveren erekoord is een individueel waarderingsonderscheidingsteken behorende bij het Sculptuur Operationeel Optreden. Het bestaat uit een ponceaurood met zilver-draad geweven koord (Nestel) met zilveren nestelpen, te dragen op de linkerschouder. Militairen ontvangen een erekoord wanneer zij zich onderscheiden door bijzondere gedragingen, buitengewone inspanning, toewijding of loffelijk handelen.
De (Nestel) mag alleen gedragen worden op het Dagelijks Tenue (DT) en Gelegenheids Tenue (GLT) en het Avond Tenue (AT).
In oktober 2011 heeft Commandant Landstrijdkrachten voor de eerste keer de Sculptuur in Havelte uitgereikt. Deze op een na hoogste individuele waardering binnen de Koninklijke Landmacht wordt toegekend voor bijzonder loffelijk optreden tijdens operationele inzet.
Op advies van de Commissie Dapperheidonderscheidingen heeft Commandant Landstrijdkrachten een bijkomende waardering ingesteld, zodat op het uniform of veteranentenue van de ontvanger zichtbaar is dat aan hem of haar de Sculptuur werd toegekend. Dit Zilveren erekoord is op 12 december bij het Veteraneninstituut te Doorn voor de eerste keer door Commandant Landstrijdkrachten uitgereikt aan de UNIFIL-veteranen die in 1979 loffelijk hebben opgetreden bij Qana in Libanon en daarvoor eerder al de Sculptuur hadden ontvangen.
Het koord wordt niet meer verstrekt. In plaats ervan is het Ereteken voor Verdienste gekomen.

## Andere waarderingstekens
- Gouden KL-erekoord
- Ponceaurood KL-erekoord
- Draagspeld bij groepswaardering